# Arne Amundsen
Arne Amundsen (Fetsund, 7 agosto 1952 – Oslo, 6 settembre 2014) è stato un calciatore norvegese, di ruolo portiere.

## Carriera

### Club
Amundsen cominciò la carriera con la maglia del Lyn Oslo, per cui debuttò nella 1. divisjon in data 5 maggio 1972, nella sconfitta per 3-2 in casa del Mjøndalen. Fece parte della squadra che retrocesse al termine del campionato 1973, ma restò in forza al club per le successive tre stagioni. Passò poi al Lillestrøm, con cui vinse due campionati e quattro Coppe di Norvegia, in oltre un decennio. Giocò poi per un biennio allo Strømmen.

### Nazionale
Conta una presenza per la Norvegia under 21.

## Palmarès

### Club

#### Competizioni nazionali
- Campionato norvegese: 2

Lillestrøm: 1977, 1986
- Coppa di Norvegia: 4

Lillestrøm: 1977, 1978, 1981, 1985